# Kossowa
Kossowa ist eine Ortschaft mit einem Schulzenamt der Gemeinde Brzeźnica im Powiat Wadowicki der Woiwodschaft Kleinpolen in Polen.

## Geschichte
Der Ort wurde im Jahre 1353 als Kossowa erstmals urkundlich erwähnt, als der Besitzer des Dorfes, Dziersław (Dzierżko) von Stogniowice, die Erlaubnis zur Ausgliederung des Dorfes aus der Pfarrei in Marcyporęba und zur Angliederung an die neue Pfarre in Tłuczań erhielt. Im größten Teil hatte das Dorf gemeinsame Geschichte mit Tłuczań und Chrząstowice.
Politisch gehörte das Dorf ursprünglich zum Herzogtum Auschwitz, dies bestand ab 1315 in der Zeit des polnischen Partikularismus. Seit 1327 bestand die Lehnsherrschaft des Königreichs Böhmen. Seit 1445 gehörte es zum Herzogtum Zator, dieses wurde im Jahr 1494 an Polen verkauft.
Bei der Ersten Teilung Polens wurde Kossowa 1772 Teil des neuen Königreichs Galizien und Lodomerien des habsburgischen Kaiserreichs (ab 1804).
1918, nach dem Ende des Ersten Weltkriegs und dem Zusammenbruch der k.u.k. Monarchie, wurde Kossowa wieder Bestandteil von Polen. Unterbrochen wurde dies nur durch die Besetzung Polens durch die Wehrmacht im Zweiten Weltkrieg.
Von 1975 bis 1998 gehörte Kossowa zur Woiwodschaft Bielsko-Biała.

## Sehenswürdigkeiten
- Gutshof, gebaut 1908